# Kelly Ridge
Kelly Ridge es un lugar designado por el censo del condado de Butte, California, Estados Unidos. Según el censo de 2020, tiene una población de 3006 habitantes.
En los Estados Unidos, un lugar designado por el censo (traducción literal de la frase en inglés census-designated place, CDP) es una concentración de población identificada por la Oficina del Censo de los Estados Unidos exclusivamente para fines estadísticos.
En este caso, si bien la zona depende directamente del condado, en la práctica es un barrio de la ciudad de Oroville.

## Geografía
Está ubicado en las coordenadas 39°31′44″N 121°27′59″O / 39.52889, -121.46639 (39.528803, -121.466259).